# Smarowniczka

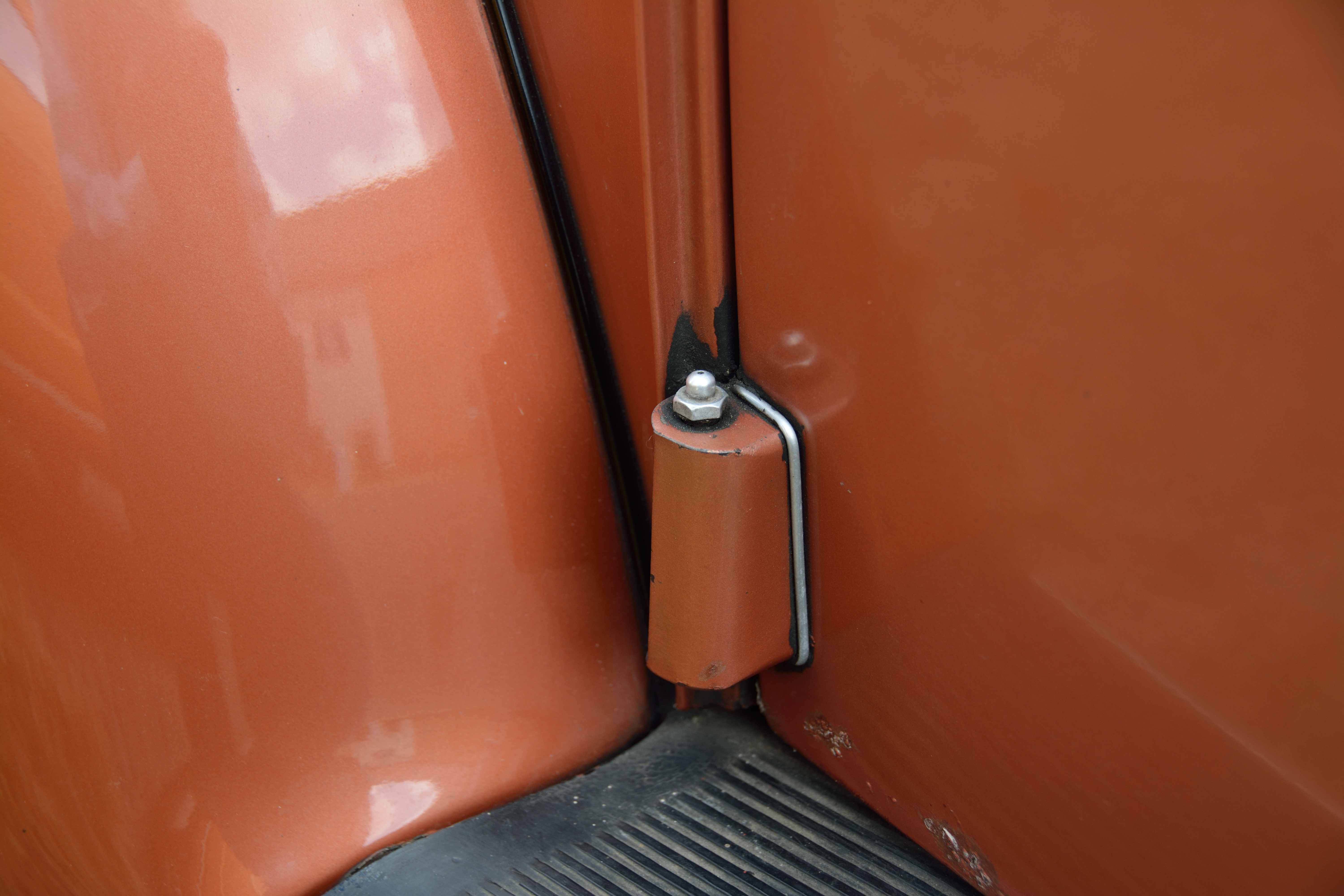
Smarowniczka do drzwi kierowcy VW Garbus Cabrio 1956

Smarowniczka (potocznie kalamitka) – urządzenie służące do dozowania smaru w urządzeniach technicznych. Zapewnia przedostanie się do odpowiednich punktów smarowych smaru lub oleju.
Rozróżnia się smarowniczki:
- do smarów ciekłych (smarowniczki olejowe)
- do smarów stałych.

Stosowane głównie w łożyskach ślizgowych.